# Çağlar Birinci
Çağlar Birinci (Trabzon, 2 oktober 1985) is een Turkse oud-voetballer. Hij is een linker verdediger van 1,80 m. Çağlar speelt bij Karşıyaka SK en is bovendien ook international in het nationale voetbalelftal van Turkije.

## Carrière
Çağlar begon zijn carrière in de jeugdopleiding bij Trabzonspor. Na zo'n 10 jaar lang in de verschillende leeftijdscategorieën van Trabzonspor gespeeld te hebben mocht hij voor een poosje in het A-team spelen. Ondanks dat hij meeging naar het trainingskamp in Duitsland, werd hij verhuurd aan Orduspor. Bij Orduspor had hij maar twee keer kunnen spelen, mede door zijn blessures. In de winterstop van het seizoen 2004/2005 werd hij verkocht aan 3.League-team Bakırköyspor. Bakırköyspor, waar hij in een anderhalf jaar 32 wedstrijden had gespeeld en 1 goal had gescoord werd door scout Kenan Atay bekeken van Denizlispor. Zijn verslag over Çağlar was genoeg om een transfer te krijgen naar Denizlispor. Hij tekende voor het seizoen 2006/2007 een contract van 5 jaar. Om een beetje ervaring te krijgen werd hij gratis verhuurd aan Istanbulspor, maar aan het einde van het seizoen werd hij buiten de selectie gelaten en speelde een half jaar geen voetbal.
In de winterstop van het seizoen 2006/2007 werd hij dit keer verhuurd aan Denizli Belediyespor. Door zijn goede prestaties werd hij aan het einde van het seizoen teruggehaald bij Denizlispor en werd hij in de selectie opgenomen. In het seizoen 2007/2008 speelde hij 17 wedstrijden onder trainer Güvenç Kurtar. In het volgende seizoen in de openingswedstrijd viel hij op in de 4-1 verloren wedstrijd tegen Galatasaray door zijn goede prestatie. Door zijn prestaties aan het begin van het seizoen kreeg hij een uitnodiging van het nationale voetbalelftal van Turkije. Çağlar speelde het hele seizoen uitstekend, en een mijlpaal daarvan was de 3-2 gewonnen wedstrijd tegen Eskişehirspor waar hij met zijn goal uit een vrije trap in 83' erg belangrijk was met het niet degraderen naar de tweede league. Met gedurende het seizoen 31 wedstrijden en 2659 minuten gespeeld te hebben werd hij de meest spelende speler van Denizlispor dat seizoen. Samen met het aflopen van het seizoen begon Çağlar interesse te krijgen van grote clubs uit Turkije. Een poosje later, wanneer Çağlar een hoger salaris wou, kreeg hij ruzie met het bestuur en werd hij buiten de selectie gezet, maar dit werd hem later vergeven en ging hij toch mee naar het trainingskamp in Oostenrijk. Çağlar kreeg aan het begin van het seizoen 2009/2010 een hernia-operatie en kon de eerste 5 wedstrijden niet meespelen. 16 september op de wedstrijd tegen Sivasspor kon hij invallen en zo zijn eerste wedstrijd van het seizoen spelen.
In de zomer van 2010 kreeg Denizlispor een bod van Galatasaray om niet af te kunnen slaan, namelijk de vier jonge spelers Serdar Eylik, Murat Akça, Semih Kaya, Erhan Şentürk en €1.500.000. Alleen stond in het contract echter wel dat als Denizlispor de vier jonge spelers zou verkopen in Turkije dat ze dan alleen de spelers zouden mogen verkopen aan Galatasaray.